# جون بولسن
جون بولسن (بالنرويجية: John Paulsen)‏ (و. 1851 – 1924 م) هو كاتب نرويجي، ولد في برغن، توفي عن عمر يناهز 73 عاماً.

## روابط خارجية
- جون بولسن على موقع ميوزك برينز (الإنجليزية)
- جون بولسن على موقع ديسكوغز (الإنجليزية)